# Distretto di Čojbalsan
Il distretto di  Čojbalsan è uno dei quattordici distretti (sum) in cui è suddivisa la provincia del Dornod, in Mongolia. Conta una popolazione di 2.691 abitanti (censimento 2009). 